# Mjukstjärtar
Mjukstjärtar (Thripophaga) är ett släkte med fåglar i familjen ugnfåglar inom ordningen tättingar. Släktet omfattar vanligen fem arter med utbredning i Sydamerika:
- Fläckmjukstjärt (T. gutturata) – tidigare i Cranioleuca
- Orinocomjukstjärt (T. cherriei)
- Deltaamacuromjukstjärt (T. amacurensis)
- Strimmjukstjärt (T. macroura)
- Ljusbrynad mjukstjärt (T. fusciceps)

Tidigare fördes rostmantlad taggstjärt (Cranioleuca berlepschi) till släktet, men genetiska studier visar att den hör hemma i Cranioleuca.